# Lepthyphantes afghanus
Lepthyphantes afghanus är en spindelart som beskrevs av Denis 1958. Lepthyphantes afghanus ingår i släktet Lepthyphantes och familjen täckvävarspindlar.
Artens utbredningsområde är Afghanistan. Inga underarter finns listade i Catalogue of Life.